# Enhuus

Enhuus är en gård på västra Kråkerøy i Fredrikstad kommun. Den är från gammal tid och en av de största av gårdarna på ön. Enhus har helt eller delvis tillhört klostergodset under katolsk tid, tillhörde senare kronan. Gården skänkes som själagåva till lagmannen, Erich Thorsen i Fredrikstad 1422 eller 1423 och var en tid residens för honom. Gården blev emellertid driven av fästebönder i samma släkt genom generationer. 1756 såldes gården på offentlig auktion till stadsmannen Søren Klæboes.

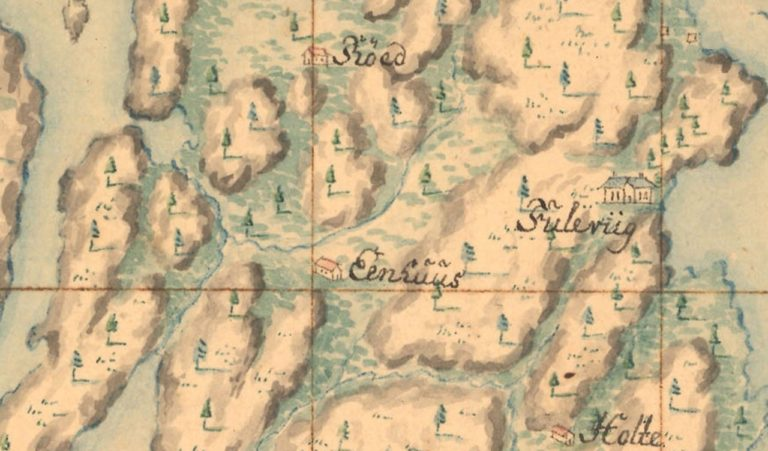
Enhuus på karta från 1760.

Gården har fortfarande betydande åkermark, och hyr ut ett större antal stugtomter längs västkusten och vid Enhuskilen. Den gamla huvudbyggnaden brann på 1980-talet och ett nytt huvudhus uppfördes.
Enhuskilen är den nordligaste av kilarna som i nordöstra riktning skär sig in i västkusten av Kråkerøy, och innehåller stugområde, campingplats och badstrand. 
Från Rød fortsätter Enhusveien som en direkt fortsättning av Rødsveien förbi Enhuus gård fram till Kråkerøyveien vid Kråkerøy kyrka.